# Gentioux-Pigerolles
Gentioux-Pigerolles är en kommun i departementet Creuse i regionen Nouvelle-Aquitaine i de centrala delarna av Frankrike. Kommunen ligger i kantonen Gentioux-Pigerolles som tillhör arrondissementet Aubusson. År 2022 hade Gentioux-Pigerolles 371 invånare.

## Befolkningsutveckling
Antalet invånare i kommunen Gentioux-Pigerolles
Referens:INSEE

## Galleri

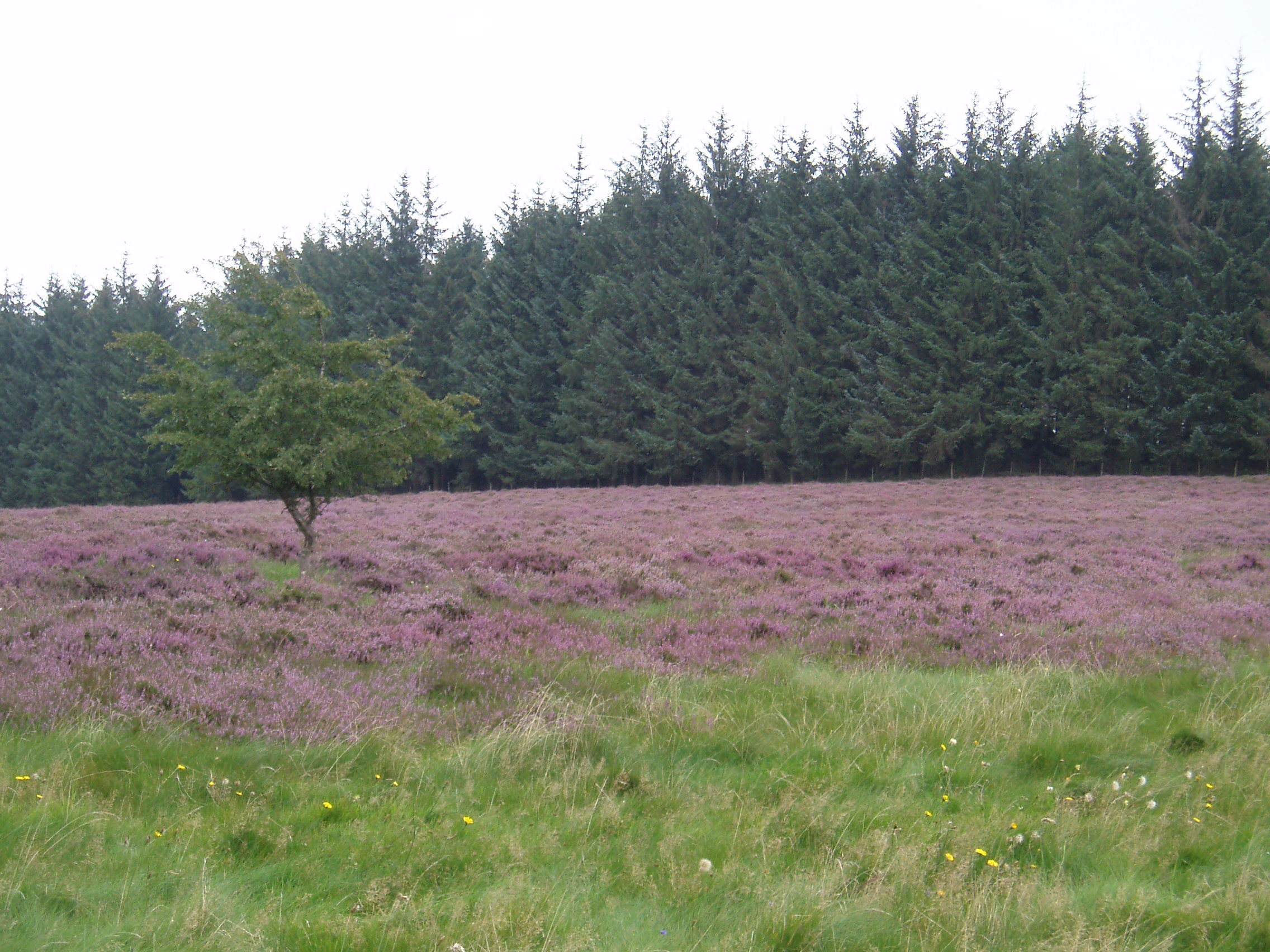
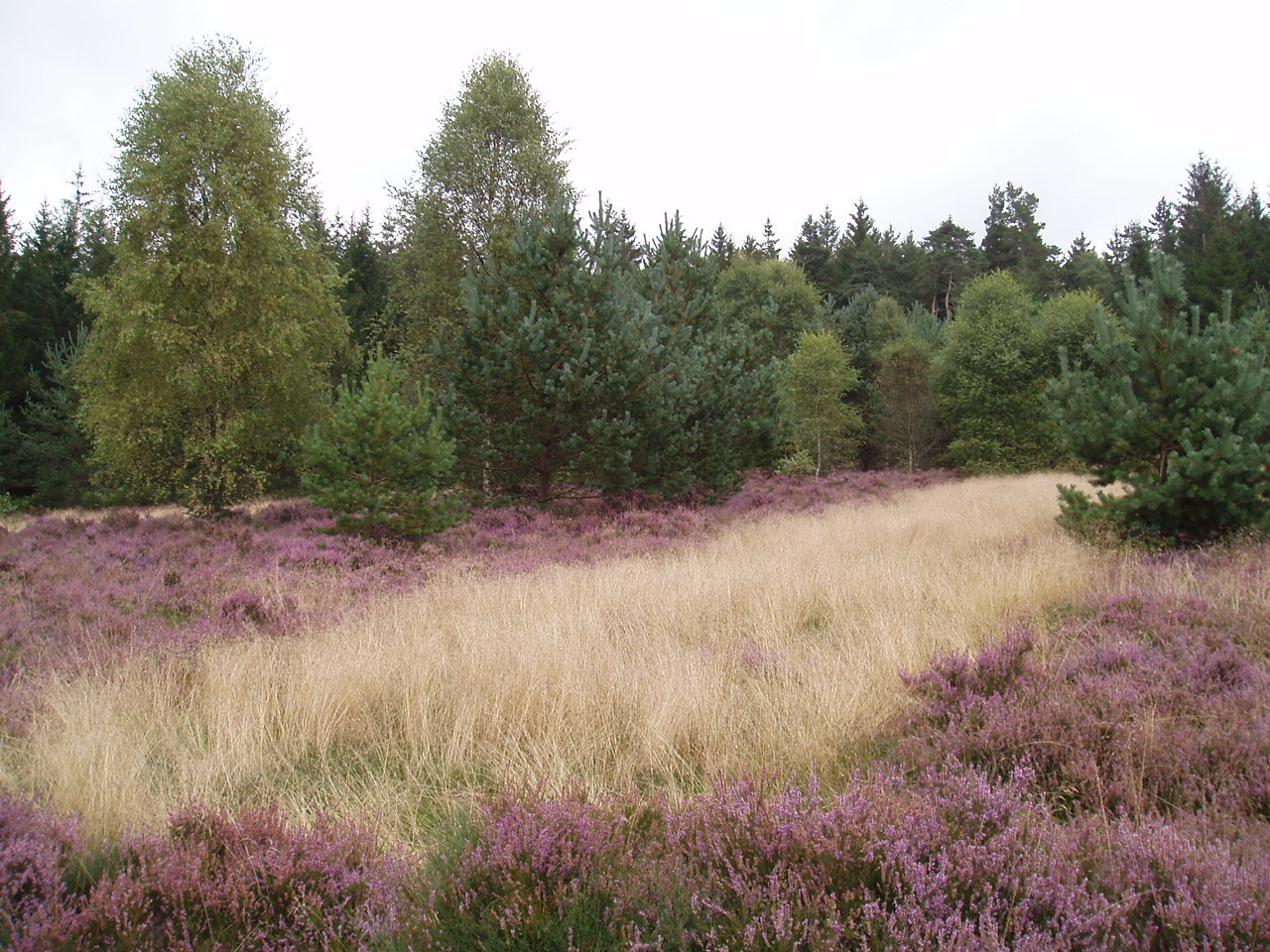
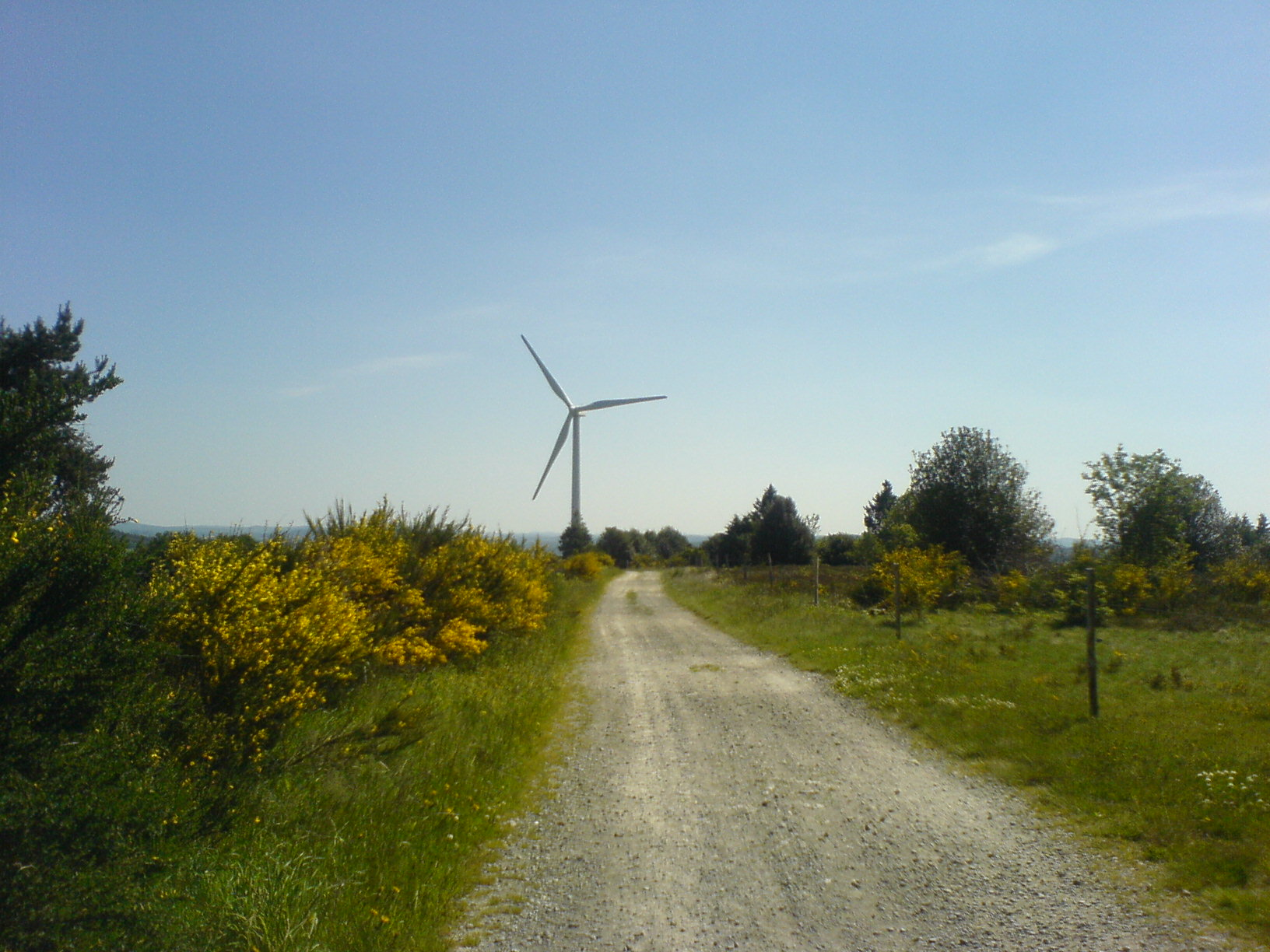
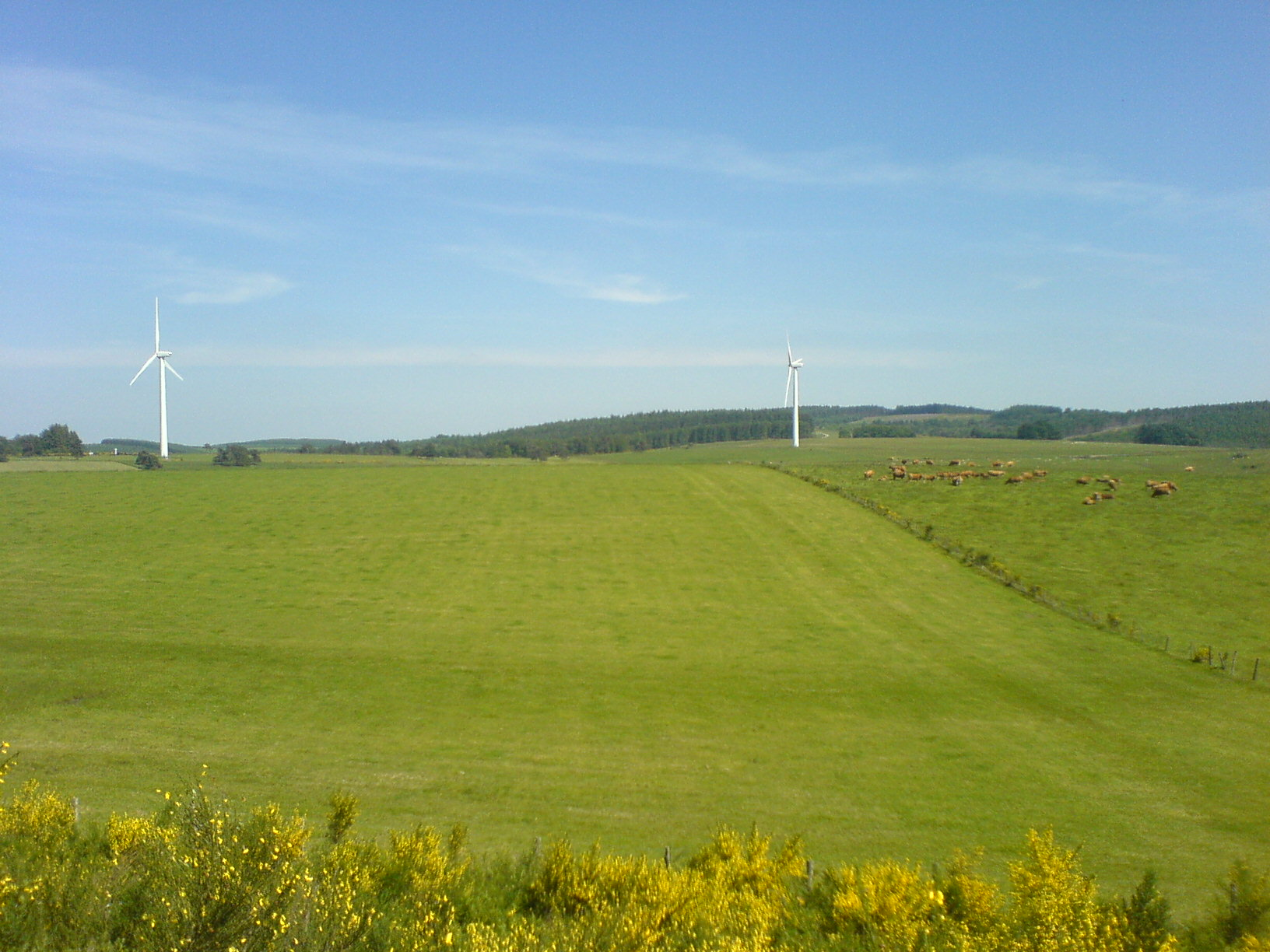
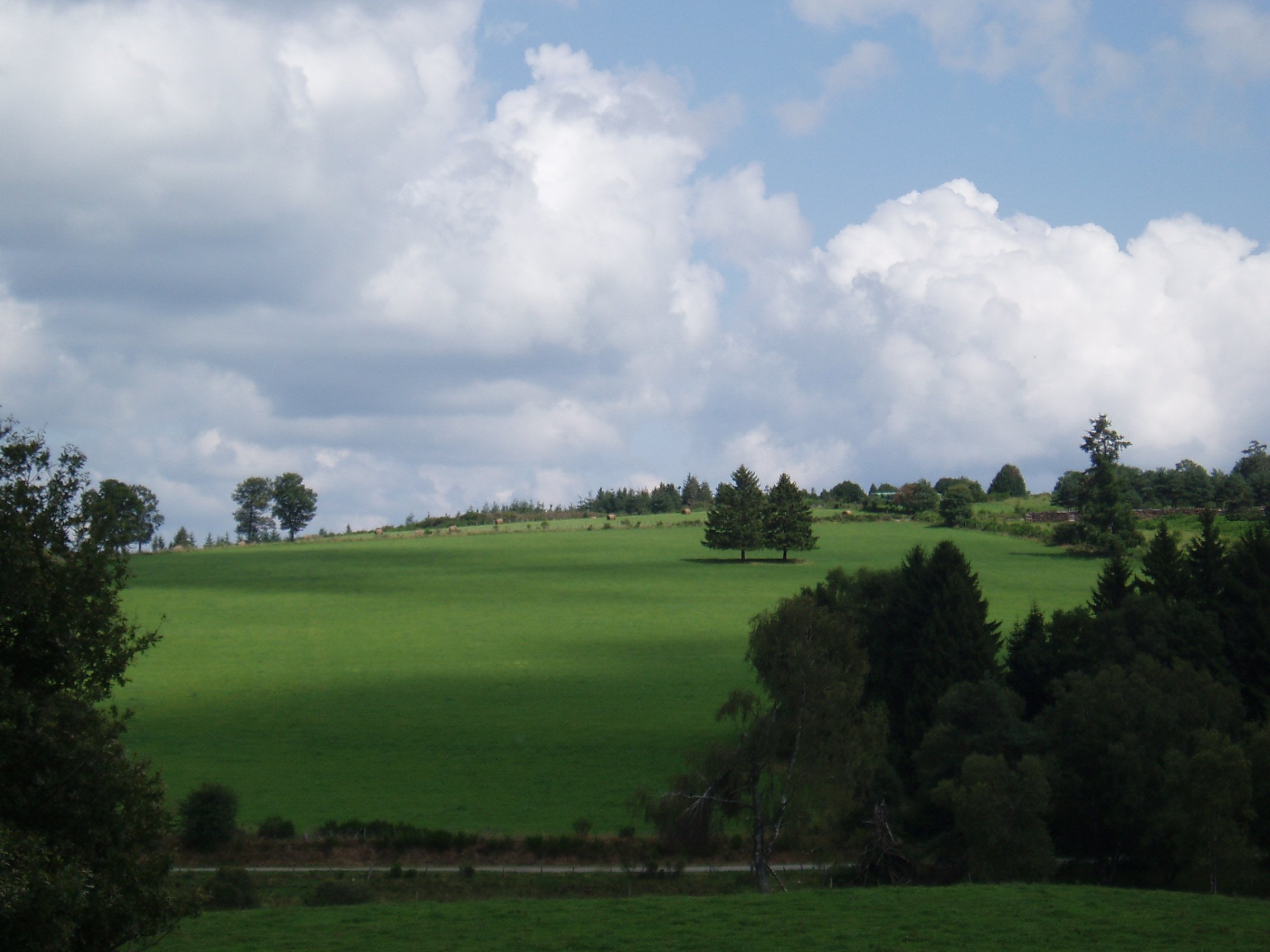
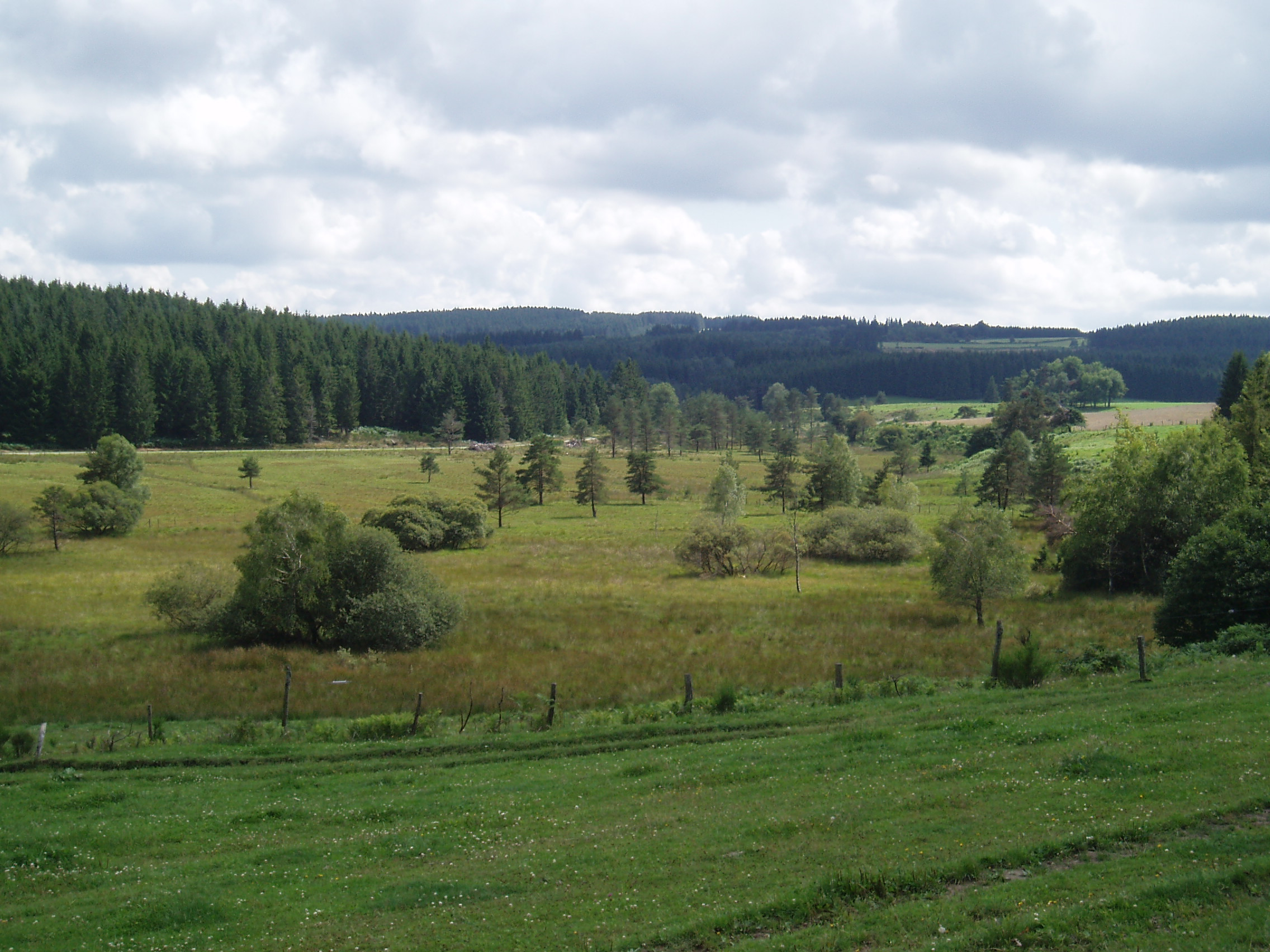
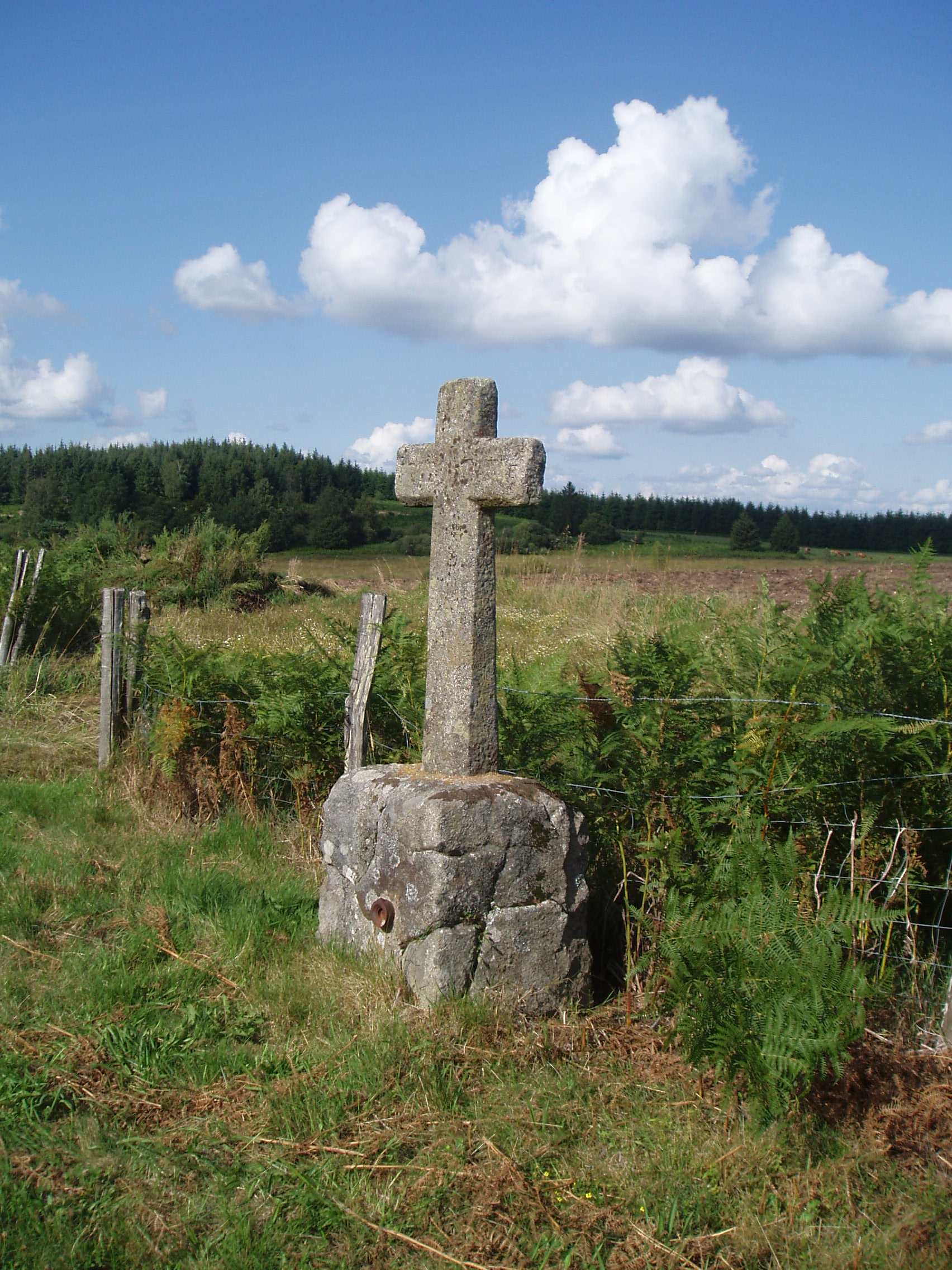
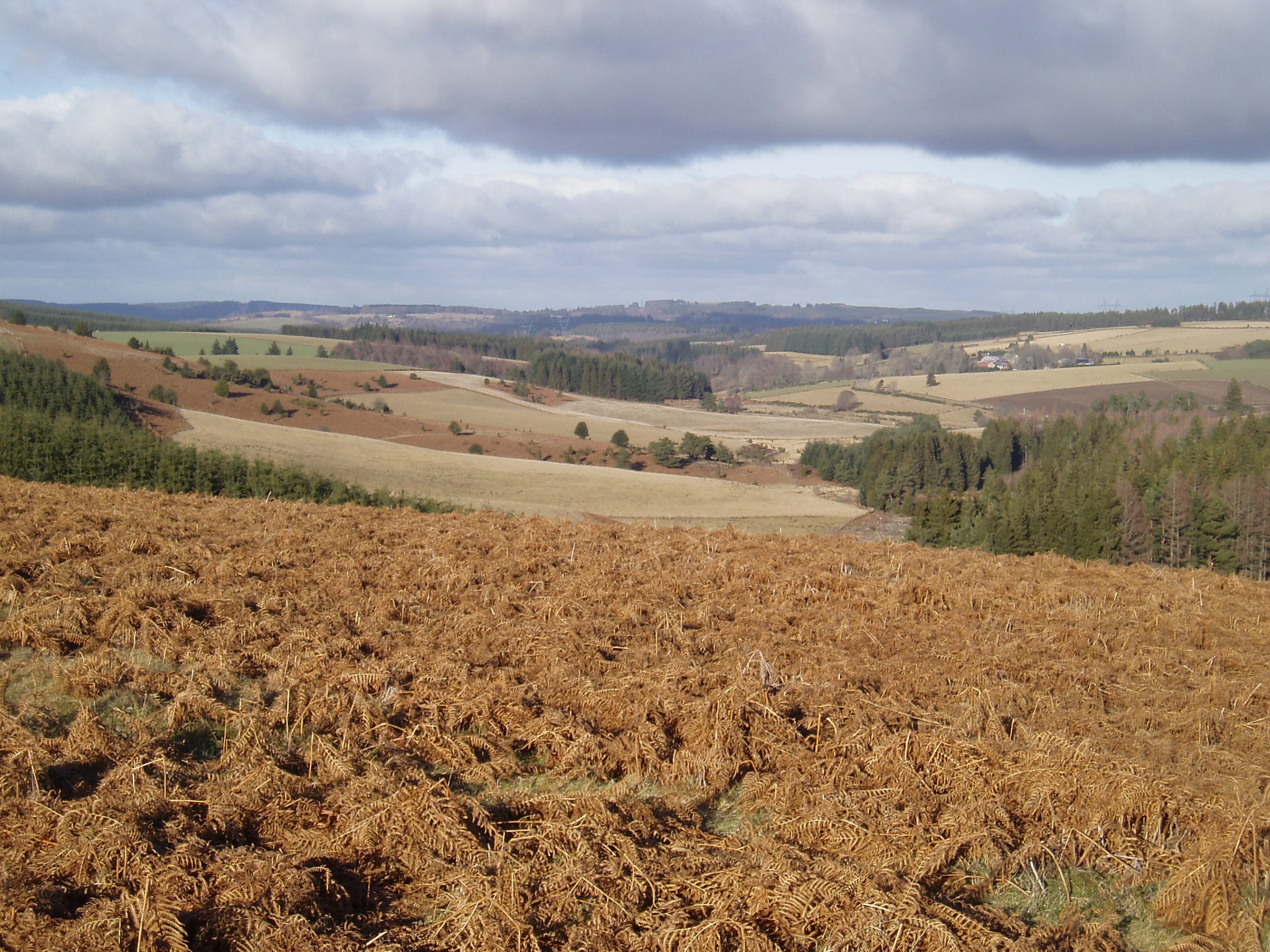